# Peyton List (ur. 1986)
Peyton List (ur. 8 sierpnia 1986 w Bostonie) – amerykańska aktorka i modelka, która wystąpiła m.in. w serialach Star Trek: Picard, Gotham, Częstotliwość i FlashForward: Przebłysk jutra.

## Filmografia

### Filmy
| Rok  | Tytuł                         | Rola                             | Uwagi |
| ---- | ----------------------------- | -------------------------------- | ----- |
| 2005 | Najwspanialsza gra w dziejach | Sarah Wallis                     |       |
| 2008 | Autobus z lotniska            | Mel                              |       |
| 2008 | Deep Winter                   | Elisa Rider                      |       |
| 2011 | Low Fidelity                  | Georgia                          |       |
| 2012 | Meeting Evil                  | Tammy Strate                     |       |
| 2014 | Rozegraj to na luzie          | Hot Girl                         |       |
| 2019 | Batman: Hush                  | Pamela Isley / Poison Ivy (głos) |       |
| 2023 | Spinning Gold                 | Nancy Weiss                      |       |

### Telewizja
| Rok        | Tytuł                         | Rola                       | Uwagi          |
| ---------- | ----------------------------- | -------------------------- | -------------- |
| 2001–2005  | As the World Turns            | Lucy Montgomery            | w gł. obsadzie |
| 2005, 2010 | Tajemnice Smallville          | Lucy Lane                  | 2 odc.         |
| 2006       | Fuks                          | Tally Reida                | w gł. obsadzie |
| 2006       | Ten sam dzień                 | Ava                        | 3 odc.         |
| 2007–2008  | Faceci na topie               | Cameron Collinsworth       | w gł. obsadzie |
| 2008–2013  | Mad Men                       | Jane Siegel                | 15 odc.        |
| 2009–2010  | FlashForward: Przebłysk jutra | Nicole Kirby               | w gł. obsadzie |
| 2012       | 90210                         | Lindsey Beckwith           | 4 odc.         |
| 2013–2014  | The Tomorrow People           | Cara Coburn                | w gł. obsadzie |
| 2015       | Flash                         | Lisa Snart / Golden Glider | 3 odc.         |
| 2015       | Blood & Oil                   | Emma Lundergren            | 6 odc.         |
| 2016–2017  | Częstotliwość                 | Raimy Sullivan             | w gł. obsadzie |
| 2018–2019  | Gotham                        | Ivy Pepper                 | 5 odc.         |
| 2018       | Colony                        | Amy Leonard                | 9 odc.         |
| 2020       | Star Trek: Picard             | Narissa                    | 7 odc.         |
| 2020–2021  | Charmed                       | Nadia                      | 5 odc.         |
| 2021–2023  | Rekrut                        | Gennifer Bradford          | 5 odc.         |
| 2021–2022  | Blade Runner: Black Lotus     | Josephine Grant (głos)     | 5 odc.         |